# Charles-Valentin Alkan
Charles-Valentin Alkan, właśc. Charles-Henri-Valentin Morhange (ur. 30 listopada 1813 w Paryżu, zm. 29 marca 1888 tamże) – francuski kompozytor i pianista.

## Życiorys
Pochodził z uzdolnionej muzycznie rodziny, muzykami było także czterech jego braci i siostra. Już jako dziecko zaczął przejawiać talent muzyczny i w wieku zaledwie sześciu lat został przyjęty do Konserwatorium Paryskiego. Jego nauczycielami byli Pierre-Joseph-Guillaume Zimmerman (fortepian) i Victor-Charles-Paul Dourlen (teoria). W wieku 10 lat zdobył pierwszą nagrodę za grę na fortepianie. W 1833 roku na krótko odwiedził Londyn, po czym osiadł na stałe w Paryżu. Działał głównie jako kompozytor i pedagog i po 1838 roku zaprzestał publicznych koncertów fortepianowych, które ponownie dał jedynie w latach 1844–1845, 1853 i 1870. Prowadził żywot samotnika, jednak znał środowisko artystyczne Paryża – przyjaźnił się z Chopinem, Lisztem, George Sand i Victorem Hugo.
Według anegdoty poniósł śmierć przygnieciony regałem w bibliotece.

## Twórczość
Tworzył wyłącznie utwory fortepianowe. Skomponował m.in. Concerto da camera a-moll op. 10 na fortepian i orkiestrę, Trio fortepianowe g-moll op. 30, Études-Caprices op. 12, 13, 16, Trois grand études op. 15, Douze études dans les tons majeurs op. 35, Douze grandes études op. 39, Trois grandes études pour les deux mains séparées ou réunies op. 76, Grande Sonata op. 33.
Po śmierci Alkana jego muzyka, uważana za zbyt trudną, popadła w zapomnienie. Odkryto ją na nowo dopiero w latach 60. i 70. XX wieku.